# Championnats du monde de cross-country 1977
Navigation
Édition précédente Édition suivante
Les 5e Championnats du monde de cross-country IAAF  se sont déroulés en 1977 à Düsseldorf en République fédérale d’Allemagne.

## Résultats

### Cross long hommes

#### Individuel
| Médaille | Athlète               | Temps       |
| Or       | Léon Schots Belgique  | 37 min 43 s |
| Argent   | Carlos Lopes Portugal | 37 min 49 s |
| Bronze   | Detlef Uhlemann RFA   | 37 min 53 s |

#### Équipes
| Médaille | Athlètes   | Points  |
| Or       | Belgique   | 126 pts |
| Argent   | Angleterre | 129 pts |
| Bronze   | URSS       | 144 pts |

### Course juniors hommes

#### Individuel
| Médaille | Athlète                   | Temps       |
| Or       | Thom Hunt États-Unis      | 23 min 15 s |
| Argent   | Santiago Llorente Espagne | 23 min 28 s |
| Bronze   | Ari Paunonen Finlande     | 23 min 29 s |

#### Équipes
| Médaille | Athlètes   | Points |
| Or       | États-Unis | 36 pts |
| Argent   | Espagne    | 40 pts |
| Bronze   | Canada     | 67 pts |

### Cross long femmes

#### Individuel
| Médaille | Athlète                        | Temps       |
| Or       | Carmen Valero Espagne          | 17 min 26 s |
| Argent   | Lyudmila Bragina URSS (Russie) | 17 min 28 s |
| Bronze   | Giana Romanova URSS (Ukraine)  | 17 min 35 s |

#### Équipes
| Médaille | Athlètes         | Points |
| Or       | URSS             | 15 pts |
| Argent   | États-Unis       | 48 pts |
| Bronze   | Nouvelle-Zélande | 76 pts |